# Rumanowe Oko
Rumanowe Oko, dawniej Niżni Rumanowy Stawek (słow. Nižné Rumanovo pliesko) – niewielki stawek znajdujący się w Dolince Rumanowej, w słowackich Tatrach Wysokich. Jest najmniejszym i najdalej wysuniętym na południe z trzech Rumanowych Stawów położonych w tej dolinie. Rumanowe Oko nie jest dokładnie pomierzone, nie prowadzą w jego kierunku żadne znakowane szlaki turystyczne.
Rumanowe Oko znajduje się u podnóża Rumanowej Kopki – niewielkiego wzniesienia zamykającego Dolinkę Rumanową od południowego zachodu. W odległości ok. 100 m na północ od Rumanowego Oka znajduje się Rumanowy Staw – największy zbiornik wodny Dolinki Rumanowej.